# Kuoshisatema Xiang
Kuoshisatema Xiang (kinesiska: 阔什萨特玛乡, 阔什萨特玛) är en socken i Kina. Den ligger i den autonoma regionen Xinjiang, i den nordvästra delen av landet, omkring 630 kilometer söder om regionhuvudstaden Ürümqi. Antalet invånare är 2 982. Befolkningen består av 1 429 kvinnor och 1 553 män. Barn under 15 år utgör 19,0 %, vuxna 15-64 år 77 %, och äldre över 65 år 3,0 %.
Genomsnittlig årsnederbörd är 47 millimeter. Den regnigaste månaden är juni, med i genomsnitt 12 mm nederbörd, och den torraste är oktober, med 1 mm nederbörd.